# Dark cabaret
Le dark cabaret peut être décrit comme un genre musical correspondant au thème et à l'ambiance du cabaret, il s'appuie sur l’esthétique du décadent et s'inspire des mouvements gothique et punk des années 1970.

## Origines
Le cabaret a longtemps été associé à des thèmes plutôt inquiétant. Il a donné naissance à des musiques qui s'appuie sur le cirque, le burlesque et l'imagerie, la mascarade et des échantillons caractéristiques de l'accordéon. Dans les années 1980, le cabaret satirique est relancé et popularisé par des groupes basés à Londres tels que Fascinating Aïda et Kit et the Widow.

## Histoire
Le terme « dark cabaret » est utilisé pour la première fois lors de la sortie de la  compilation intitulée Projekt Presents: A Dark Cabaret, éditée par Projekt Records (un label plutôt associé au genre gothique). Cette compilation comprenait Evil Night Together par Jill Tracy, Sometimes, Sunshine par Revue Noir, ainsi que Coin-Operated Boy par The Dresden Dolls.
Formé par Amanda Palmer et Brian Viglione, en 2000, The Dresden Dolls décrit leur musique comme étant du « cabaret punk brechtien » (Brechtian punk cabaret) pour éviter d'être considéré comme gothique. Mais très vite, on les identifiera, pour leur style musical ainsi que leur apparence, comme du Dark cabaret. L'apparition d'une scène de dark cabaret identifiables coïncidait avec la montée du néo-burlesque de départ dans les années 1990. Les deux sont devenus assez liés par la suite après l'apparition d'artistes appartenant à ces deux genres.

## Labels
Ils comprennent notamment : Projekt Records, No Comment Records, et The End Records.